# Conjure One
Conjure One je kanadský elektronický projekt vedený Rhysem Fulberem, který je lépe znám jako člen skupiny Front Line Assembly a skupiny Delerium.

## Historie
Rhys Fulber opustil Front Line Assembly a s tím všechny podobné hudební projekty na začátku roku 1997 a vydal se na vlastní sólovou dráhu. Brzy poté oznámil vznik debutového alba, ačkoli kvůli své práci hudebního producenta byl nucen odsunout vydání této desky až do září roku 2002.
Album nesoucí název tohoto hudebního projektu je mixem předešlé elektronické tvorby Rhyse Fulbera – rytmické taneční hudby se základem hraným na klávesy – a kvůli vlivu hudby Blízkého východu přináší ambientní melodie připomínající jeho dřívější působení ve skupině Delerium.
Většina písni je mírně popově orientovaná – nazpívaná hostujícími zpěvačkami Poe a Chemba. Druhá zmiňovaná zpívá pouze v arabštině. Hostují zde také Sinéad O'Connor a Jeff Martin.
Po návratu zpět ke skupinám Front Line Assembly a Delerium vydává v roce 2005 další album s názvem Extraordinary ways. Toto album více využívá moderní hudby převážně kladoucí význam na kytary a trip-hopovou produkci. Vystupují zde zpěváci Tiff Lacey, Poe, Chemda, Joanna Stevens a dokonce i sám Fulber.

## Diskografie

### Alba
1. Conjure One (Nettwerk, 2002)
2. Extraordinary Ways (Nettwerk, 2005)

### Singly
- "Center of the Sun" (interpret Poe) (2003)
- "Tears From The Moon" (interpret Sinéad O'Connor) (2003)
- "Sleep" (2002)
- "Extraordinary Way" (2005)
- "Face the Music" (2006)

### Remixy
- P.O.D. – "Youth of the Nation" (Conjure One Remix)
- The Crüxshadows – "Dragonfly (Conjure One Remix)"
- Collide – "Tempted (Conjure One Mix)"